# التعلم الجماعي المهني
التعلم الجماعي المهني هو طريقة للتعلم بالتعاون في المدارس وغيرها.
التركيز فيه على البحث عن المعرفة المشتركة، أي رأي الأغلبية، بخلاف الرأي الوسط. كما تركز على العمل أكثر من التعلم وعلى تحليل طرق تعلم التلاميذ عوض معرفتها آرائهم فقط.